# Ritterswerder
Ritterswerder (parola tedesca che significa "waard del cavaliere") fu un castello di legno costruito dall'Ordine teutonico nell'autunno 1391. Si trovava su un'isola nel fiume Nemunas vicino a Lampėdžiai, oggi parte della città di Kaunas.
L'Ordine costruì il castello dopo che non riuscì a conquistare Vilnius, capitale del granducato di Lituania, in un assedio di cinque settimane a settembre–ottobre 1390. Diventò il quartier generale di Vitoldo, futuro granduca di Lituania, mentre combatté nella guerra civile lituana (1389-1392) contro suo cugino Jogaila, re di Polonia. A primavera 1392, Enrico di Masovia, vescovo di Płock, arrivò al castello per negoziare in segreto un accordo tra Vitoldo e Jogaila. In questo luogo, circa tre settimane dopo, Enrico sposò Rymgajla, sorella di Vitoldo, suscitando molte dicerie e speculazioni. Quando i cugini si riconciliarono, Vitoldo si rivoltò contro l'Ordine teutonico e prima di fare ritorno a Vilnius bruciò Ritterswerder e altri due castelli teutonici sul fiume Nemunas.
Durante una campagna nel 1394, l'Ordine tentò di ricostruire il castello ma non lo completò in quanto fu attaccato dai lituani. L'Ordine decise quindi di abbandonare la costruzione e assediare Vilnius per la seconda volta.  Quando, nel 1404, Vitoldo confermò il trattato di Raciąż a Kaunas, il Gran maestro emanò diversi documenti dall'isola ma non menzionò il castello.
Da allora l'isola scomparì siccome il fiume nei secoli cambiò il suo corso. Si crede che l'isola sia ora una collina sulla riva destra del fiume Nemunas presso Lampėdžiai.